# Beaver Dam (Nouvelle-Écosse)
Pour les articles homonymes, voir Beaver Dam et Beaver.
Beaver Dam est une communauté rurale de la municipalité régionale de Halifax en Nouvelle-Écosse au Canada. Elle est située sur la route 224.

## Annexe